# Arthur von Eppinghoven
 (avril 2018).
Christian Friedrich Arthur Meyer von Eppinghoven (Laeken 25 septembre 1852 - Etterbeek 9 novembre 1940) était le cadet des enfants naturels du roi Léopold Ier et d'Arcadie Claret.

## Biographie
Après des années passées avec ses parents au château du Stuyvenberg à Laeken, où une éducation princière lui est réservée ainsi qu'à son frère Georg von Eppinghoven, Arthur devient grand maréchal à la cour ducale de Cobourg et aide de camp du roi de Bulgarie. En tant que représentant de la famille ducale de Cobourg, il assiste aux obsèques du roi Léopold II, son demi-frère.
Arthur von Eppinghoven épouse en 1887 Anna Lydia Harris (Gênes 9 septembre 1862 - Ixelles 31 août 1944), la fille du consul général de Grande-Bretagne à Nice, Sir James Harris et sa femme, la baronne Gerhardine von Gall. Ils ont une fille, Louise-Marie (Wiesbaden 4 janvier 1894 - Etterbeek, 3 avril 1966), qui a comme marraine la princesse Louise de Belgique et comme parrain le roi Ferdinand Ier de Bulgarie.
Après la défaite de l'Allemagne en 1918, les monarques allemands doivent abdiquer, y compris le duc de Cobourg. Arthur von Eppinghoven perd de ce fait ses fonctions et ses émoluments. Il s'efforce de survivre en Allemagne, sans grand succès. En 1924 il vient s'installer à Etterbeek en Belgique avec sa femme et sa fille. En 1934 il fait acter à l'état civil le changement de son nom de Meyer en von Eppinghoven et acquiert la nationalité belge. Son épouse s'adresse au roi Albert Ier pour solliciter une aide matérielle, qu'elle obtient sous forme d'une rente viagère.
Arthur von Eppinghoven, dernier enfant de Léopold Ier [réf. nécessaire],  meurt en novembre 1940. Il est enterré au cimetière de Laeken (pelouse 21), à l'ombre de la crypte royale. Après sa mort, sa veuve et sa fille continuent à obtenir des aides financières de la famille royale belge, sous forme d'avances sur l'héritage en souffrance de la demi-sœur d'Arthur, l'impératrice Charlotte. Le prince régent Charles les aide également en faisant acheter leur maison, Rue Gérard à Etterbeek, par la Donation royale et leur en laisse à vie la jouissance gratuite. La fille unique, Louise-Marie d'Eppinghoven, qui meurt célibataire, est enterrée avec son père.

## Généalogie de la famille von Eppinghoven
|                                    |                                    |                                    |                                    |                                    |                                    |                           |                           |                                |                                |                                |                                |                                  |                                  |                                  |                                  |                                  |                                  |                        |                        | Léopold Ier de Belgique | Léopold Ier de Belgique | Léopold Ier de Belgique | Léopold Ier de Belgique | Léopold Ier de Belgique | Léopold Ier de Belgique |                       |                       | Arcadie Claret        | Arcadie Claret        | Arcadie Claret | Arcadie Claret | Arcadie Claret          | Arcadie Claret          |                         |                         |                         |                         |                        |                        |                              |                              |                              |                              |                              |                              |                   |                   |                   |                   |
|                                    |                                    |                                    |                                    |                                    |                                    |                           |                           |                                |                                |                                |                                |                                  |                                  |                                  |                                  |                                  |                                  |                        |                        | Léopold Ier de Belgique | Léopold Ier de Belgique | Léopold Ier de Belgique | Léopold Ier de Belgique | Léopold Ier de Belgique | Léopold Ier de Belgique |                       |                       | Arcadie Claret        | Arcadie Claret        | Arcadie Claret | Arcadie Claret | Arcadie Claret          | Arcadie Claret          |                         |                         |                         |                         |                        |                        |                              |                              |                              |                              |                              |                              |                   |                   |                   |                   |
|                                    |                                    |                                    |                                    |                                    |                                    |                           |                           |                                |                                |                                |                                |                                  |                                  |                                  |                                  |                                  |                                  |                        |                        |                         |                         |                         |                         |                         |                         |                       |                       |                       |                       |                |                |                         |                         |                         |                         |                         |                         |                        |                        |                              |                              |                              |                              |                              |                              |                   |                   |                   |                   |
|                                    |                                    |                                    |                                    |                                    |                                    |                           |                           |                                |                                |                                |                                |                                  |                                  |                                  |                                  |                                  |                                  |                        |                        |                         |                         |                         |                         |                         |                         |                       |                       |                       |                       |                |                |                         |                         |                         |                         |                         |                         |                        |                        |                              |                              |                              |                              |                              |                              |                   |                   |                   |                   |
|                                    |                                    |                                    |                                    |                                    |                                    |                           |                           |                                |                                |                                |                                | Georges-Frédéric von Eppinghoven | Georges-Frédéric von Eppinghoven | Georges-Frédéric von Eppinghoven | Georges-Frédéric von Eppinghoven | Georges-Frédéric von Eppinghoven | Georges-Frédéric von Eppinghoven |                        |                        | Anna Brust              | Anna Brust              | Anna Brust              | Anna Brust              | Anna Brust              | Anna Brust              |                       |                       |                       |                       |                |                |                         |                         |                         |                         | Arthur von Eppinghoven  | Arthur von Eppinghoven  | Arthur von Eppinghoven | Arthur von Eppinghoven | Arthur von Eppinghoven       | Arthur von Eppinghoven       |                              |                              | Anna Lydia Harris            | Anna Lydia Harris            | Anna Lydia Harris | Anna Lydia Harris | Anna Lydia Harris | Anna Lydia Harris |
|                                    |                                    |                                    |                                    |                                    |                                    |                           |                           |                                |                                |                                |                                | Georges-Frédéric von Eppinghoven | Georges-Frédéric von Eppinghoven | Georges-Frédéric von Eppinghoven | Georges-Frédéric von Eppinghoven | Georges-Frédéric von Eppinghoven | Georges-Frédéric von Eppinghoven |                        |                        | Anna Brust              | Anna Brust              | Anna Brust              | Anna Brust              | Anna Brust              | Anna Brust              |                       |                       |                       |                       |                |                |                         |                         |                         |                         | Arthur von Eppinghoven  | Arthur von Eppinghoven  | Arthur von Eppinghoven | Arthur von Eppinghoven | Arthur von Eppinghoven       | Arthur von Eppinghoven       |                              |                              | Anna Lydia Harris            | Anna Lydia Harris            | Anna Lydia Harris | Anna Lydia Harris | Anna Lydia Harris | Anna Lydia Harris |
|                                    |                                    |                                    |                                    |                                    |                                    |                           |                           |                                |                                |                                |                                |                                  |                                  |                                  |                                  |                                  |                                  |                        |                        |                         |                         |                         |                         |                         |                         |                       |                       |                       |                       |                |                |                         |                         |                         |                         |                         |                         |                        |                        |                              |                              |                              |                              |                              |                              |                   |                   |                   |                   |
|                                    |                                    |                                    |                                    |                                    |                                    |                           |                           |                                |                                |                                |                                |                                  |                                  |                                  |                                  |                                  |                                  |                        |                        |                         |                         |                         |                         |                         |                         |                       |                       |                       |                       |                |                |                         |                         |                         |                         |                         |                         |                        |                        |                              |                              |                              |                              |                              |                              |                   |                   |                   |                   |
| Henriette-Marianna von Eppinghoven | Henriette-Marianna von Eppinghoven | Henriette-Marianna von Eppinghoven | Henriette-Marianna von Eppinghoven | Henriette-Marianna von Eppinghoven | Henriette-Marianna von Eppinghoven |                           |                           | Heinrich-Georg von Eppinghoven | Heinrich-Georg von Eppinghoven | Heinrich-Georg von Eppinghoven | Heinrich-Georg von Eppinghoven | Heinrich-Georg von Eppinghoven   | Heinrich-Georg von Eppinghoven   |                                  |                                  | Anna Lintermann                  | Anna Lintermann                  | Anna Lintermann        | Anna Lintermann        | Anna Lintermann         | Anna Lintermann         |                         |                         | Claude Eric Tebbitt     | Claude Eric Tebbitt     | Claude Eric Tebbitt   | Claude Eric Tebbitt   | Claude Eric Tebbitt   | Claude Eric Tebbitt   |                |                | Arcadie von Eppinghoven | Arcadie von Eppinghoven | Arcadie von Eppinghoven | Arcadie von Eppinghoven | Arcadie von Eppinghoven | Arcadie von Eppinghoven |                        |                        | Louise-Marie von Eppinghoven | Louise-Marie von Eppinghoven | Louise-Marie von Eppinghoven | Louise-Marie von Eppinghoven | Louise-Marie von Eppinghoven | Louise-Marie von Eppinghoven |                   |                   |                   |                   |
| Henriette-Marianna von Eppinghoven | Henriette-Marianna von Eppinghoven | Henriette-Marianna von Eppinghoven | Henriette-Marianna von Eppinghoven | Henriette-Marianna von Eppinghoven | Henriette-Marianna von Eppinghoven |                           |                           | Heinrich-Georg von Eppinghoven | Heinrich-Georg von Eppinghoven | Heinrich-Georg von Eppinghoven | Heinrich-Georg von Eppinghoven | Heinrich-Georg von Eppinghoven   | Heinrich-Georg von Eppinghoven   |                                  |                                  | Anna Lintermann                  | Anna Lintermann                  | Anna Lintermann        | Anna Lintermann        | Anna Lintermann         | Anna Lintermann         |                         |                         | Claude Eric Tebbitt     | Claude Eric Tebbitt     | Claude Eric Tebbitt   | Claude Eric Tebbitt   | Claude Eric Tebbitt   | Claude Eric Tebbitt   |                |                | Arcadie von Eppinghoven | Arcadie von Eppinghoven | Arcadie von Eppinghoven | Arcadie von Eppinghoven | Arcadie von Eppinghoven | Arcadie von Eppinghoven |                        |                        | Louise-Marie von Eppinghoven | Louise-Marie von Eppinghoven | Louise-Marie von Eppinghoven | Louise-Marie von Eppinghoven | Louise-Marie von Eppinghoven | Louise-Marie von Eppinghoven |                   |                   |                   |                   |
|                                    |                                    |                                    |                                    |                                    |                                    |                           |                           |                                |                                |                                |                                |                                  |                                  |                                  |                                  |                                  |                                  |                        |                        |                         |                         |                         |                         |                         |                         |                       |                       |                       |                       |                |                |                         |                         |                         |                         |                         |                         |                        |                        |                              |                              |                              |                              |                              |                              |                   |                   |                   |                   |
|                                    |                                    |                                    |                                    |                                    |                                    |                           |                           |                                |                                |                                |                                |                                  |                                  |                                  |                                  |                                  |                                  |                        |                        |                         |                         |                         |                         |                         |                         |                       |                       |                       |                       |                |                |                         |                         |                         |                         |                         |                         |                        |                        |                              |                              |                              |                              |                              |                              |                   |                   |                   |                   |
|                                    |                                    |                                    |                                    | Alarich von Eppinghoven            | Alarich von Eppinghoven            | Alarich von Eppinghoven   | Alarich von Eppinghoven   | Alarich von Eppinghoven        | Alarich von Eppinghoven        |                                |                                | Anna Margarete Ziggert           | Anna Margarete Ziggert           | Anna Margarete Ziggert           | Anna Margarete Ziggert           | Anna Margarete Ziggert           | Anna Margarete Ziggert           |                        |                        | Jürgen von Eppinghoven  | Jürgen von Eppinghoven  | Jürgen von Eppinghoven  | Jürgen von Eppinghoven  | Jürgen von Eppinghoven  | Jürgen von Eppinghoven  |                       |                       |                       |                       |                |                |                         |                         |                         |                         |                         |                         |                        |                        |                              |                              |                              |                              |                              |                              |                   |                   |                   |                   |
|                                    |                                    |                                    |                                    | Alarich von Eppinghoven            | Alarich von Eppinghoven            | Alarich von Eppinghoven   | Alarich von Eppinghoven   | Alarich von Eppinghoven        | Alarich von Eppinghoven        |                                |                                | Anna Margarete Ziggert           | Anna Margarete Ziggert           | Anna Margarete Ziggert           | Anna Margarete Ziggert           | Anna Margarete Ziggert           | Anna Margarete Ziggert           |                        |                        | Jürgen von Eppinghoven  | Jürgen von Eppinghoven  | Jürgen von Eppinghoven  | Jürgen von Eppinghoven  | Jürgen von Eppinghoven  | Jürgen von Eppinghoven  |                       |                       |                       |                       |                |                |                         |                         |                         |                         |                         |                         |                        |                        |                              |                              |                              |                              |                              |                              |                   |                   |                   |                   |
|                                    |                                    |                                    |                                    |                                    |                                    |                           |                           |                                |                                |                                |                                |                                  |                                  |                                  |                                  |                                  |                                  |                        |                        |                         |                         |                         |                         |                         |                         |                       |                       |                       |                       |                |                |                         |                         |                         |                         |                         |                         |                        |                        |                              |                              |                              |                              |                              |                              |                   |                   |                   |                   |
|                                    |                                    |                                    |                                    |                                    |                                    |                           |                           |                                |                                |                                |                                |                                  |                                  |                                  |                                  |                                  |                                  |                        |                        |                         |                         |                         |                         |                         |                         |                       |                       |                       |                       |                |                |                         |                         |                         |                         |                         |                         |                        |                        |                              |                              |                              |                              |                              |                              |                   |                   |                   |                   |
| Armin von Eppinghoven              | Armin von Eppinghoven              | Armin von Eppinghoven              | Armin von Eppinghoven              | Armin von Eppinghoven              | Armin von Eppinghoven              |                           |                           | Peri Olga Schleining           | Peri Olga Schleining           | Peri Olga Schleining           | Peri Olga Schleining           | Peri Olga Schleining             | Peri Olga Schleining             |                                  |                                  | Ralph von Eppinghoven            | Ralph von Eppinghoven            | Ralph von Eppinghoven  | Ralph von Eppinghoven  | Ralph von Eppinghoven   | Ralph von Eppinghoven   |                         |                         | Elizabeth Fricker       | Elizabeth Fricker       | Elizabeth Fricker     | Elizabeth Fricker     | Elizabeth Fricker     | Elizabeth Fricker     |                |                |                         |                         |                         |                         |                         |                         |                        |                        |                              |                              |                              |                              |                              |                              |                   |                   |                   |                   |
| Armin von Eppinghoven              | Armin von Eppinghoven              | Armin von Eppinghoven              | Armin von Eppinghoven              | Armin von Eppinghoven              | Armin von Eppinghoven              |                           |                           | Peri Olga Schleining           | Peri Olga Schleining           | Peri Olga Schleining           | Peri Olga Schleining           | Peri Olga Schleining             | Peri Olga Schleining             |                                  |                                  | Ralph von Eppinghoven            | Ralph von Eppinghoven            | Ralph von Eppinghoven  | Ralph von Eppinghoven  | Ralph von Eppinghoven   | Ralph von Eppinghoven   |                         |                         | Elizabeth Fricker       | Elizabeth Fricker       | Elizabeth Fricker     | Elizabeth Fricker     | Elizabeth Fricker     | Elizabeth Fricker     |                |                |                         |                         |                         |                         |                         |                         |                        |                        |                              |                              |                              |                              |                              |                              |                   |                   |                   |                   |
|                                    |                                    |                                    |                                    |                                    |                                    |                           |                           |                                |                                |                                |                                |                                  |                                  |                                  |                                  |                                  |                                  |                        |                        |                         |                         |                         |                         |                         |                         |                       |                       |                       |                       |                |                |                         |                         |                         |                         |                         |                         |                        |                        |                              |                              |                              |                              |                              |                              |                   |                   |                   |                   |
|                                    |                                    |                                    |                                    |                                    |                                    |                           |                           |                                |                                |                                |                                |                                  |                                  |                                  |                                  |                                  |                                  |                        |                        |                         |                         |                         |                         |                         |                         |                       |                       |                       |                       |                |                |                         |                         |                         |                         |                         |                         |                        |                        |                              |                              |                              |                              |                              |                              |                   |                   |                   |                   |
|                                    |                                    |                                    |                                    | Alexander von Eppinghoven          | Alexander von Eppinghoven          | Alexander von Eppinghoven | Alexander von Eppinghoven | Alexander von Eppinghoven      | Alexander von Eppinghoven      |                                |                                |                                  |                                  |                                  |                                  | Konrad von Eppinghoven           | Konrad von Eppinghoven           | Konrad von Eppinghoven | Konrad von Eppinghoven | Konrad von Eppinghoven  | Konrad von Eppinghoven  |                         |                         | Derek von Eppinghoven   | Derek von Eppinghoven   | Derek von Eppinghoven | Derek von Eppinghoven | Derek von Eppinghoven | Derek von Eppinghoven |                |                |                         |                         |                         |                         |                         |                         |                        |                        |                              |                              |                              |                              |                              |                              |                   |                   |                   |                   |

## Littérature
- Carlo Bronne, Leopold Ier et son Temps, Bruxelles, 1947
- E. Meuser & F. Hinrichs, Geschichte der Monheimer Höfe, Monheim, 1959
- P. Vermeir, Leopold I, Mens, Vorst en Diplomaat, 2dln., Terrmonde, 1965
- A. Dechesne, Chaussée de Wavre. Là où un couvent a remplacé la propriété du colonel Claret, in : Mémoire d'Ixelles, septembre-décembre 1986.
- Alphonse Vandenpeereboom (avec M. Bots), La fin d'un règne, notes et souvenirs, Gand, Liberaal archief, 1994
- Victor Capron, La descendance naturelle de Léopold Ier, Bruxelles, 1995
- Genealogisches Handbuch des Adels. Freiherrlichen Häuser, Band XXI. C. A. Starke, 1999, p. 101–3.
- Henriette Claessens, Leven en liefdes van Leopold I, Lannoo, Tielt, 2002
- Victor Capron, Sur les traces d'Arcadie Claret : le Grand Amour de Léopold Ier, Bruxelles, 2006
- Michel Didisheim, Tu devais disparaître. Le roman d'une enfant royale cachée, Ed. Alphée, 2008.
- Bram Bombeek, A bas le Sexe Cobourg? Een mentaliteitshistorische en politieke benadering van de seksschandalen van het Belgisch koningshuis in de lange 19de eeuw, Université Gand, master histoire, 2009.